# Милорад Станковић Славуј
Милорад Станковић Славуј (Лесковац, 1928 - Параћин, 21. април 2017) био је примаријус доктор медицине, један од водећих у борби против туберкулозе, уједно унук Душана Станковића, оснивача првог комерцијалног биоскопа у Лесковцу.

## Биографија
Рођен је од оца Драгутина и мајке Оливере у познатој лесковачкој породици Славуја. Завршио је Гимназију у Лесковцу 1948. године, а 1955. дипломирао је на Медицинском факултету у Београду. Звање примаријуса стекао је 1971. године, након што је специјализирао физиологију на Физиолошкој интерној и Дечјој универзитетској клиници у Београду. Међународна универзитетска фондација Америке доделила му је академски степен доктора наука у антитуберкулозној науци 1964. године. Године 1989. еноблиран је у звање племића доделом породичног грба у процедури коју је спровео Краљевски колеџ у Аустралији. 
Добитник је сребрне медаље "Првих пет стотина" (Кембриџ), Медаље за мир са огрлицом Америчке академске фондације и Златне медаље части Америчког биографског института. Објавио је преко сто научних радова у домаћим и страним часописима. Године 1972. написао је књигу "Реалан став и приоритетни проблеми у борби против туберкулозе".
Од 1973. године живео је у Параћину где је радио као шеф Антитуберкулозног диспанзера. Добитник је Октобарске награде града Апатина и града Параћина. 
Са супругом Аном добио је две ћерке, Наталију и Катарину.

## Списак референци
1. ↑  Димитријевић, Сава (2017). „Они по којима се спомиње и памти Лесковац: Миле Славуј”. Нова наша реч. 21: 16.